# Binninger Baggersee
Der Binninger Baggersee liegt in einem am 21. Dezember 1992 ausgewiesenen Schutzgebiet auf dem Gebiet der Stadt Engen und der Gemeinde Hilzingen im baden-württembergischen Landkreis Konstanz in Deutschland.
Das Gebiet hat eine Fläche von rund 15 Hektar. Der See ist bis zu 16 Meter tief und hat einen Umfang von rund 1200 Meter. Er liegt in der Zone III des rechtskräftigen Wasserschutzgebietes für den Tiefbrunnen Im Sand (Binninger Ried), der nur wenige hundert Meter vom See entfernt ist. Dieser ist ein Trinkwasserversorgungsspeicher für die Gemeinden der Stadt Tengen, wo durchschnittlich rund 300.000 Kubikmeter Trinkwasser jährlich den Mitgliedsgemeinden zur Verfügung gestellt werden. Aus Gründen des Grund- und Trinkwasserschutzes wurde im Jahre 1988 durch das Landratsamt Konstanz ein Badeverbot ausgesprochen, das bis zum heutigen Tage gilt. Vom Baggersee hat man eine Aussicht auf den gegenüber liegenden Hohenstoffeln.